# فلاديمير سميرنوف (لاعب كرة قدم)
فلاديمير سميرنوف (بالروسية: Смирнов, Владимир Анатольевич)‏ (2 أغسطس 1977 بفولغوغراد في روسيا - ) هو لاعب كرة قدم روسي في مركز الوسط. لعب مع نادي أورال يكاترينبورغ ونادي روتور فولغوغراد وفاكل فارونيش ‏ وفولغا تفير ‏ وFC Sodovik Sterlitamak ‏ وFC Sever Murmansk ‏ وFC Dynamo Kostroma ‏ وتكستيلشيك كاميشين ‏ وFC Volgograd ‏ وأفانجارد كورسك.

## وصلات خارجية
- فلاديمير سميرنوف على موقع قاعدة بيانات كرة القدم.إي يو (الإنجليزية)